# Y'All Want a Single
Y'All Want a Single est un morceau du groupe de nu metal américain Korn. C'est le douzième morceau de l'album Take a Look in the Mirror (2003) et dure 3 minutes et 18 secondes. Ce titre dénonce l'industrie de la musique : quelques entreprises possèdent le monopole du marché de la musique.